# David Cronenberg
Pour les articles homonymes, voir Cronenberg.
David Cronenberg (prononcé en anglais canadien /ˈdeɪvɪd ˈkɹoʊnənbɝɡ/) est un réalisateur, acteur, producteur et scénariste canadien, né le 15 mars 1943 à Toronto (Ontario, Canada). Il est le père du réalisateur Brandon Cronenberg et de la photographe et réalisatrice Caitlin Cronenberg.
Également acteur, Cronenberg n'hésite pas à jouer dans certains films quand on fait appel à lui. Ainsi, on le voit apparaître dans son propre film La Mouche, mais aussi entre autres dans Cabal (Nightbreed de Clive Barker), Prête à tout, Mesure d'urgence et plus récemment Jason X.

## Biographie

### Jeunesse
David Cronenberg est né à Toronto, où il vit toujours actuellement. Il est le fils de Milton Cronenberg, écrivain et éditeur, d'origine juive lituanienne et d'Esther Sumberg, pianiste. Il étudie au Harbord Collegiate Institute, puis est diplômé en littérature de l'University College (Université de Toronto) après avoir commencé à étudier les sciences. Il cite William S. Burroughs et Vladimir Nabokov comme influences majeures. Sa sœur, Denise Cronenberg, est costumière.

### Carrière

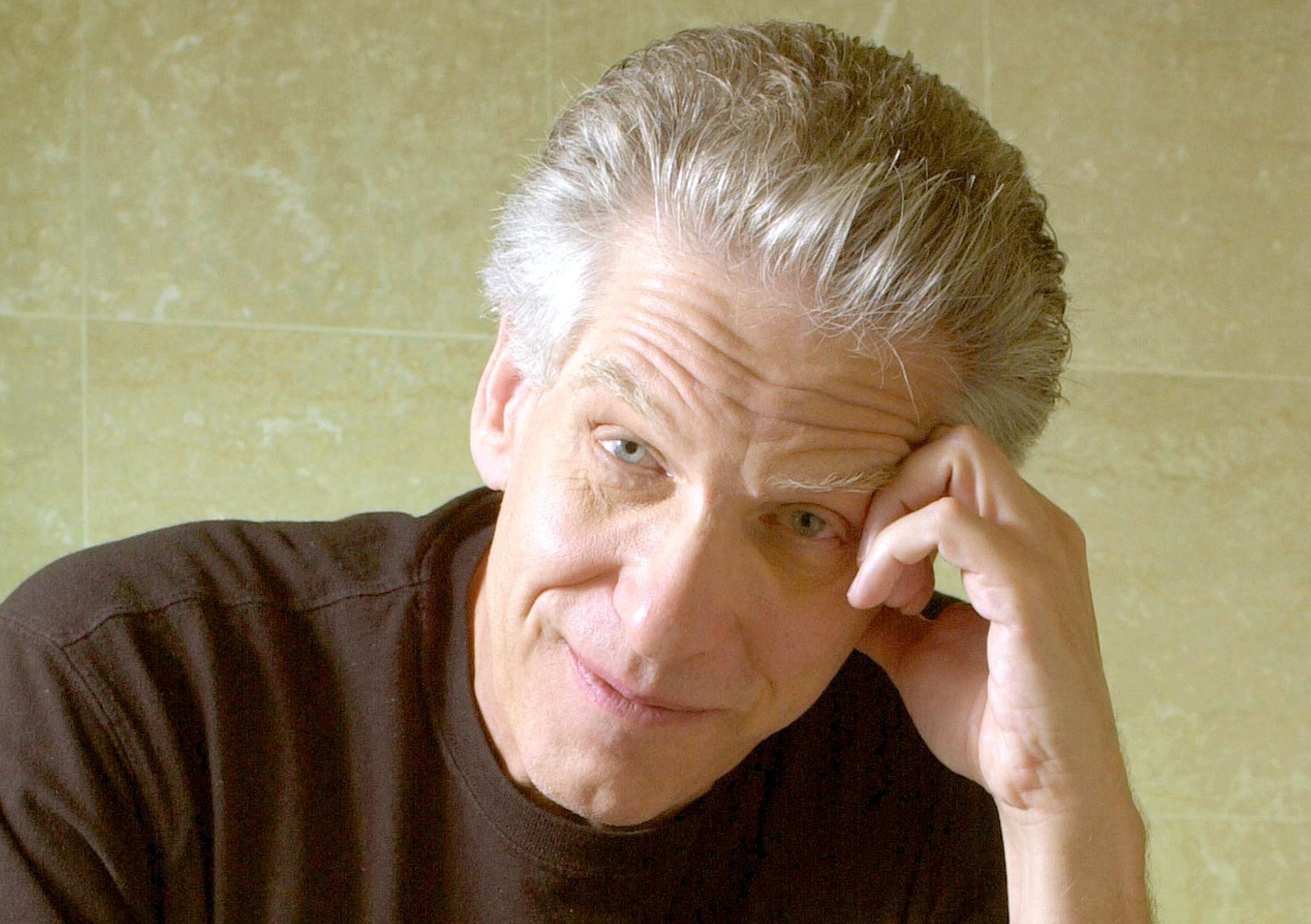
Au Festival international du film de Toronto 2011.

Malgré des études de sciences, Cronenberg se tourne rapidement vers le milieu artistique, notamment la « scène underground » de Toronto. Dans la veine du cinéma expérimental new-yorkais, il réalise deux courts métrages : Transfer en 1966 et From the Drain en 1967. Il passe au long métrage en 1969 avec Stereo, puis Crimes of the Future l'année suivante. Ses premières réalisations sont financées par des sociétés de production de films pornographiques. On y retrouve déjà ses thèmes de prédilection : la sexualité, le corps humain comme terrain d'expérimentation, le danger de la contamination, la médecine et la psychanalyse.
Au début des années 1970, il réalise de nombreux téléfilms. Il revient au cinéma en 1975 avec Frissons. Ce film et les deux suivants, Rage et Chromosome 3, mêlant horreur et science-fiction, choquent quelques critiques mais offrent à Cronenberg un statut de cinéaste « culte » par l'effroi qu'il arrive à susciter avec une remarquable économie de moyens. Il connaît son premier succès commercial en 1981 avec Scanners. Il confirme cela deux ans plus tard avec Vidéodrome, un film avec James Woods sur le pouvoir des médias. Fort de ce succès, il s'attelle ensuite à l'adaptation du roman de Stephen King, Dead Zone, dans un film homonyme en 1983 avec Christopher Walken.
La reconnaissance internationale vient en 1986 avec La Mouche, remake de La Mouche noire, film fantastique des années 1950 réalisé par Kurt Neumann. Dans ses films suivants, il délaisse le cinéma d'épouvante tout en conservant son style habituel. Dans Faux-semblants (1988), il évoque ainsi la relation si particulière entre des frères jumeaux, interprétés par Jeremy Irons. En 1991, il adapte le célèbre roman Le Festin nu de William S. Burroughs, réputé inadaptable.
En 1996, Cronenberg adapte un autre écrivain culte, J. G. Ballard, avec Crash, film sur la fascination sexuelle qu'exercent les accidents de voiture. L'œuvre, assez controversée, obtient le Prix spécial du jury au 49e Festival de Cannes. Passionné par les rapports entre l'humain et la technologie, Cronenberg réalise eXistenZ en 1999 avec Jude Law et Jennifer Jason Leigh, film dans lequel il explore les frontières floues entre monde réel et réalité virtuelle. La même année, il préside le jury du 52e Festival de Cannes. En 2002, Spider, sa nouvelle réalisation, « étudie » l'esprit d'un schizophrène joué par Ralph Fiennes.
En 2005, il signe une fable sur la violence refoulée dans la société américaine, A History of Violence, adaptée du comic homonyme avec Viggo Mortensen, qu'il retrouve ensuite en 2007 dans Les Promesses de l'ombre. Ce film, sur la mafia russe à Londres, est le premier que Cronenberg tourne entièrement hors du Canada.
En 2008, il prend la direction de deux projets extra-cinématographiques : l'exposition Chromosomes au Palais des expositions de Rome et l'opéra La Mouche, d'après son propre film, à l'Opéra de Los Angeles et au théâtre du Châtelet à Paris.
En 2010, il réalise A Dangerous Method, version cinématographique de la pièce de théâtre The Talking Cure de Christopher Hampton. Sélectionné à la 68e Mostra de Venise et sorti en décembre 2011 en France, le film revient sur la rivalité entre les psychanalystes Carl Jung et Sigmund Freud.
En 2012, il écrit et réalise Cosmopolis, tiré du roman éponyme de Don DeLillo, avec Robert Pattinson comme tête d'affiche. Le film est sélectionné en compétition au 65e Festival de Cannes. La réception critique est divisée sur ce long métrage au ton absurde, futuriste et sarcastique, qui explore le penchant monstrueux du capitalisme et du monde de la finance, devenu totalement abstrait. L'œuvre originale, qui reçut un accueil mitigé lors de sa publication, était en effet considérée comme inadaptable en raison de son style sophistiqué et de ses nombreux dialogues littéraires.
En 2014, Cronenberg met en scène Maps to the Stars, un film sur des familles de stars à Hollywood. Le film se conçoit comme une virulente critique des valeurs d'Hollywood et du cinéma contemporain (opportunisme, régression, décadence, manipulation). Il ouvre aussi une réflexion sur les conséquences de « l'usine à rêves » sur le comportement individuel et la confusion entre fantasme, images mentales et réalité objective. Le scénario est écrit par Bruce Wagner. Maps to the Stars est en compétition au 67e Festival de Cannes. La distribution inclut John Cusack, Julianne Moore qui remportera le Prix d'interprétation féminine, Mia Wasikowska et Robert Pattinson pour sa seconde collaboration avec le cinéaste. L'œuvre est globalement bien reçue par la presse européenne lors de sa présentation cannoise,, mais l'accueil est plus mitigé du côté de la critique américaine.
Le réalisateur fait ses premiers pas en littérature avec le roman Consumés, un thriller qui convoque journalisme et géopolitique. La sortie nord-américaine du roman en septembre 2014 a lieu en même temps que la sortie internationale de Maps to the Stars. Cronenberg songera ensuite à l'adaptation du roman par ses soins.
En 2018 il préside le jury du 18e Festival international du film fantastique de Neuchâtel.
En septembre 2018, à la suite de la démission de Nicolas Hulot, il signe avec Juliette Binoche la tribune contre le réchauffement climatique intitulée « Le plus grand défi de l'histoire de l'humanité », qui parait en une du journal Le Monde, avec pour titre « L'appel de 200 personnalités pour sauver la planète ».
En 2021, il reprend le chemin des plateaux de cinéma, en tournant un thriller futuriste intitulé Les Crimes du futur (Crimes of the Future) dans lequel il retrouve Viggo Mortensen et où il dirige pour la première fois Léa Seydoux, Kristen Stewart et Scott Speedman. Le film est présenté en compétition pour la Palme d'or au Festival de Cannes 2022 mais ne remporte pas de prix.
En 2023, il tourne un thriller horrifique intitulé Les Linceuls (The Shrouds) dans lequel il retrouve Vincent Cassel et où il dirige pour la première fois Diane Kruger et Guy Pearce.
En mai 2025, il compte parmi les signataires d'une pétition de personnalités du cinéma dénonçant le silence du monde de la culture face au « génocide à Gaza ».

## Éléments d'analyse du cinéma de Cronenberg
Sa filmographie peut se caractériser par trois principaux styles : l'étude du corps humain sous un aspect angoissant et monstrueux (Stereo, Crimes of the Future, Frissons, Rage, Chromosome 3, La Mouche, Faux-semblants, Les Crimes du futur) ; l'étude du rapport de l’humain avec la technologie sous un aspect visionnaire (Fast Company, Scanners, Videodrome, Crash, eXistenZ) ; l'étude de la dégénérescence du corps social sous un aspect réaliste et pessimiste (Spider, A History of Violence, Les Promesses de l’ombre, A Dangerous Method, Cosmopolis, Maps to the stars). Son cinéma, influencé par la psychanalyse, sonde les addictions et les phobies de la société occidentale (Stereo, Crimes of the Future, Videodrome, Faux-semblants, Le Festin nu, Crash, Spider, A Dangerous Method) ainsi que les névroses, laissant libre cours au déchaînement de pulsions refoulées. Ses deux thèmes récurrents sont la double personnalité et le massacre du corps humain. Ses films, caractérisés par une grande maîtrise technique et un univers à la fois malsain, ultra-violent et cérébral, ouvrent la voie à de nombreuses lectures sur le conditionnement, le mal, l'aliénation et la confusion entre réel et virtuel.

## Filmographie
Sauf indication contraire, les informations mentionnées dans cette section peuvent être confirmées par la base de données cinématographiques IMDb,  présente dans la section « Liens externes ».

### Réalisateur

#### Courts métrages
- 1966 : Transfer
- 1967 : From the Drain
- 2000 : Camera (TV)
- 2007 : Chacun son cinéma - segment At the Suicide of the Last Jew in the World in the Last Cinema in the World
- 2013 : The Nest

#### Longs métrages
- 1969 : Stereo
- 1970 : Crimes of the Future
- 1975 : Frissons (Shivers)
- 1977 : Rage (Rabid)
- 1979 : Fast Company
- 1979 : Chromosome 3 (The Brood)
- 1981 : Scanners
- 1983 : Vidéodrome (Videodrome)
- 1983 : Dead Zone (The Dead Zone)
- 1986 : La Mouche (The Fly)
- 1988 : Faux-semblants (Dead Ringers)
- 1991 : Le Festin nu (Naked Lunch)
- 1993 : M. Butterfly
- 1996 : Crash
- 1999 : eXistenZ
- 2002 : Spider
- 2005 : A History of Violence
- 2007 : Les Promesses de l'ombre (Eastern Promises)
- 2011 : A Dangerous Method
- 2012 : Cosmopolis
- 2014 : Maps to the Stars
- 2022 : Les Crimes du futur (Crimes of the Future)
- 2024 : Les Linceuls (The Shrouds)

#### Intermèdes pour la télévision canadienne
- 1971 : Tourettes
- 1971 : Letter from Michelangelo
- 1971 : Jim Ritchie Sculptor
- 1972 : Don Valley
- 1972 : Fort York
- 1972 : Lakeshore
- 1972 : Winter Garden
- 1972 : Scarboroughs Bluffs
- 1972 : In the Dirt

#### Séries télévisées
- 1972 : Program X (en), épisode Secret Weapons
- 1975 : Peep Show, épisode The Victim
- 1975 : Peep Show, épisode The Lie Chair
- 1976 : Teleplay, épisode The Italian Machine
- 1988 : Vendredi 13, épisode Les Faux Guérisseurs
- 1990 : Scales of Justice, épisode Regina Versus Horvath
- 1990 : Scales of Justice, épisode Regina Versus Logan
- 1992 : Maniac Mansion, épisode Idella's Breakdown

### Acteur
- 1975 : Frissons (Shivers) de David Cronenberg : un infecté (non crédité)
- 1982 : Vidéodrome (Videodrome) de David Cronenberg : Max Renn dans le casque (non crédité)
- 1985 : Série noire pour une nuit blanche (Into the Night) de John Landis : le superviseur du groupe de travail aéronautique
- 1986 : La Mouche (The Fly) de David Cronenberg : le gynécologue
- 1988 : Faux-semblants (Dead Ringers) de David Cronenberg : l'obstétricien (non crédité)
- 1990 : Cabal (Nightbreed) de Clive Barker : Dr Philip K. Decker
- 1994 : Boozecan de Nicholas Campbell : Stan Coleburn
- 1994 : Le Douzième Juré (Trial by Jury) de Heywood Gould : le détective
- 1995 : Prête à tout (To Die For) de Gus Van Sant : l'homme du lac
- 1995 : Blood and Donuts (en) de Holly Dale : Crime Boss
- 1996 : Moonshine Highway (en) (téléfilm) d'Andy Armstrong : Clem Clayton
- 1996 : Crash de David Cronenberg : le vendeur de voitures accidentées (voix non créditée)
- 1996 : Les Stupides (The Stupids) de John Landis
- 1996 : Mesure d'urgence (Extreme Measure) de Michael Apted : l'avocat de l’hôpital
- 1997 : Henry et Verlin (en) de Gary Ledbetter : Doc Fisher
- 1998 : Last Night de Don McKellar : Duncan
- 1998 : The Grace of God (en) de Gérald L'Ecuyer (en) : le psychiatre
- 1999 : Résurrection (Resurrection) de Russell Mulcahy : le père Rousell
- 2001 : Juge et Coupable ? (en) (The Judge) (téléfilm) de Mick Garris : l' inspecteur Stobel
- 2001 : Jason X de James Isaac : Dr Wimmer
- 2003 : Alias (série télévisée) - Saison 3, épisodes 9 et 10 : Dr Brezzel
- 2007 : Chacun son cinéma segment At the Suicide of the Last Jew in the World in the Last Cinema in the World : le suicidaire
- 2010 : Happy Town (série télévisée) - Saison 1, épisode 3 : Dr Leichman
- 2010 : Le Monde de Barney (Barney's Version) de Richard J. Lewis (en) : un réalisateur
- 2017 : Captive (Alias Grace) (série télévisée) : le révérend Verringer
- 2019 : Disparition à Clifton Hill (Disappearance at Clifton Hill) d'Albert Shin (en) : Walter
- 2020-2022, 2024 : Star Trek: Discovery (série télévisée) - Saison 3, Saison 4 et Saison 5 : Dr Kovich
- 2020 : Falling de Viggo Mortensen : docteur Klausner
- 2023 : Dead Ringers (Faux-Semblant) avec Rachel Weisz (1er rôle) [réf. nécessaire]
- 2026 : Ready or Not 2: Here I Come de Tyler Gillett et Matt Bettinelli-Olpin

## Distinctions principales
- Prix Génie du meilleur film en 1989 pour Faux-semblants.
- Chevalier de l'ordre des Arts et des Lettres en 1990.
- Prix Génie du meilleur film en 1992 pour Le Festin nu.
- Prix spécial du jury au Festival de Cannes 1996 pour Crash.
- Grande Médaille de Vermeil de la ville de Paris en 2008[9].
- Chevalier de la Légion d'honneur, le 1er avril 2009 à Toronto, pour avoir « fortement contribué au développement de la coopération culturelle franco-canadienne »[10].
- Lion d'or pour l'ensemble de la carrière remis à la Mostra de Venise 2018

## Publications
- (en) eXistenZ: A Graphic Novel, Key Porter Books, 1999 (ISBN 1-55263-027-7, lire en ligne)
- (en) Collected Screenplays 1: Stereo, Crimes of the Future, Shivers, Rabid, Faber and Faber, 2002, 111 p. (ISBN 0-571-21017-1, lire en ligne)
- (en) Red cars : an original screenplay, Volumina, 2005, 190 p. (ISBN 978-88-901996-8-4, lire en ligne)
- Consumés, Gallimard, 2016, 371 p. (ISBN 978-2-07-012370-4, lire en ligne)

#### Ouvrages
- Serge Grünberg, David Cronenberg, éditions de l'Etoile, coll. « Auteurs », 1992, 151 p. (ISBN 2-86642-119-1) [nouvelle édition en 2000]
- Geraldine Pompon et Pierre Veronneau, David Cronenberg, la beauté du chaos, Le Cerf, 7°ART, 2003
- Denis Baron, Corps et artifices, De Cronenberg à Zpira, éditions L'Harmattan, 2007
- David Roche, L'imagination malsaine : Russell Banks, Raymond Carver, David Cronenberg, Bret Easton Ellis, David Lynch, l'Harmattan, coll. « L'oeuvre et la psyché », 2008, 367 p. (ISBN 978-2-296-04707-5)
- David Cronenberg-Collection Positif, coordonné par Hubert Niogret, coll. Positif, éditions Scope  (ISBN 2-912573-29-7)
- Fabien Demangeot, La transgression dans l'œuvre de David Cronenberg [Thèse de doctorat en Arts plastiques. Cinéma], Université Paris 1 Panthéon-Sorbonne - Ecole doctorale Arts plastiques, esthétique et sciences de l'art, soutenue le 24 mai 2018, 639 p. (lire en ligne)
- Jean-Pierre Avedon, 100 ans et plus de cinéma fantastique et de science-fiction (Cronenberg David, p. 211 et s.), éditions Rouge Profond, 2013  (ISBN 978-2-915-08356-9)

#### Articles
- Johanne Larue, « Le Canada selon David Cronenberg », Séquences,‎ novembre-décembre 1993, p. 53-56 (lire en ligne)
- Vicenter Sànchez-Biosca, « Entre le corps évanescent et le corps supplicié : Vidéodrome et les fantaisies postmodernes », Cinémas (automne 1996) p. 73-88.
- Sarah Chiche, « Ciné-fils de Beckett », Le Nouveau Magazine littéraire, no 6, Édition Le Nouveau Magazine pensées et littéraire, Paris, juin 2018, p. 97  (ISSN 2606-1368)

#### Films documentaires
- 2000 : David Cronenberg : en chair et en os de Frédéric Fiol (réal.) et Frédéric Bénudis (aut.)
- 2013 : David Cronenberg : I have to make the word be flesh d'André S. Labarthe